# روبرت إي. نيوتن
روبرت إي. نيوتن (بالإنجليزية: Robert E. Newton)‏ هو سياسي أمريكي، ولد في 11 يوليو 1931 في موسكاتاين في الولايات المتحدة. حزبياً، نشط في الحزب الديمقراطي. وقد انتخب عضو مجلس نواب ولاية ايوا.